# 朱世赫
- 朱世爀

朱世赫（チュ・セヒョク、주세혁、Joo Sae Hyuk、1980年1月20日- ）は韓国の卓球選手。戦型はカットマン。Tリーグの琉球アスティーダに加入していた。

## 略歴
1997年から韓国代表としてITTFプロツアーに参戦している。2000年の第2回世界クラブ選手権大会では、韓国・大宇証券チームの一員として出場し、ワルドナーや劉国梁を破る活躍を見せ、チームの準優勝に貢献した。2001年のITTFプロツアー・ジャパンオープンでは、シングルスで準優勝の成績を残す。2003年世界選手権では、バックカットとフォアドライブを組み合わせたプレーで、アレクセイ・スミルノフ、李静、荘智淵、馬琳、カリニコス・クレアンガという強豪選手を次々と破り、当時世界ランキング61位ながら決勝に進出した。その後、所属チーム内での冷遇を巡って韓国卓球協会と対立し、代表からも追放されてしまう。しかし2005年11月に復帰すると、2006年の世界選手権、2008年の世界選手権で韓国代表として出場、チームの準優勝に貢献している。
2012年3月、世界ランキングで自己最高の5位となった。同年のロンドンオリンピックにも出場し、団体では銀メダルを獲得。その後チームメイトの柳承敏や呉尚垠が第一線から退く中、韓国代表としてプレーを続け、2014年東京大会や2015年蘇州大会にも出場している。
2017年のシーズンで引退をしコーチなどをしていたが2019年に復帰を発表、2019-20シーズンのTリーグの琉球アスティーダに加入。
2022年1月19日、韓国男子代表の監督に就任したことが明らかになった。

## プレースタイル
ブツ切れで切れ味、安定感共に抜群の両ハンドカットが特徴的だが、かつてドライブ主戦型だった為か、フォアハンドの攻撃力も攻撃型と言っていい程に高い。そのためストップやツッツキ、ループドライブといった本来カットマンに有効であるはずの技が効かないことが多く、打ち合いのラリーになることもしばしば。バック面の粒高の使い方も非常に巧みで、意表をついた前陣でのブロック・スマッシュもなかなかの威力があり、ノータッチで抜かれることも多く、反転せずにバック粒高でもスマッシュを打ててしまうほど。又、カットの切れ味や変化は、世界トップレベルのドライブを誇る馬龍やティモ・ボルでもネットミスする程の回転量を有する。その為、2003年の世界選手権パリ大会での準優勝という実績や、そのプレーの安定性などから世界最強のカットマンとの呼び声が高い。

## 主な戦績
- 2000年
  - 世界クラブ選手権 準優勝
- 2001年
  - 第46回世界選手権大阪大会 男子団体3位
  - ITTFプロツアー・ジャパンオープン 男子シングルス準優勝
- 2003年
  - 第47回世界選手権パリ大会 男子シングルス準優勝
- 2004年
  - 第47回世界選手権ドーハ大会 男子団体3位
  - 男子ワールドカップ（杭州） 4位
- 2006年
  - 第48回世界選手権ブレーメン大会 男子団体準優勝
  - ITTFプロツアー・コリアオープン 男子シングルス優勝
- 2007年
  - 第49回世界選手権ザグレブ大会 男子シングルス ベスト8
- 2008年
  - 第49回世界選手権広州大会 男子団体準優勝
  - 第17回日本卓球リーグ・ビッグトーナメント 男子シングルス 優勝
- 2009年
  - 第50回世界選手権横浜大会 男子シングルス ベスト8